# Хегай, Арнольд Аркадьевич
Арнольд Аркадьевич Хегай (укр. Арнольд Аркадійович Хегай; 15 марта 1992 года, Лиманское, Одесская область, Украина) — украинский боксёр-профессионал, выступающий во второй легчайшей, полулегкой весовой категориях (англ. Super bantamweight, Featherweight).
Лучшая позиция по рейтингу BoxRec — 23-я (июнь 2024) и являлся 1-м среди украинских боксёров полулегковесов, а по рейтингам основных международных боксёрских организаций занимает: 14-ю строчку рейтинга WBC,12-ю строчку рейтинга IBF, 2-ю строку рейтинга WBO,  — уверенно входя в ТОП-25 лучших легковесов мира.

## Спортивная карьера

### Тайский бокс
На любительском ринге Арнольд провёл более 30 поединков по правилам тайского бокса и является чемпионом Мира, чемпионом Европы, многократным чемпионом Украины.

### Бокс
28 октября 2015 года состоялся его дебют в профессиональном боксе — в Москве в 1-м раунде нокаутировал киргизского боксёра Чынгыза Ахмата уулу. 27 ноября 2017 года на последних секундах боя нокаутировал российского проспекта Валерия Третьякова. За не полные 2 года одержал 11 побед (7 досрочно) при 1 ничей и вышел на американский рынок, где в марте 2017 года подписал контракт с промоутером Дмитрием Салитой (Salita Promotions).

#### Бой с Адамом Лопесом
Дебютировал 11 мая 2018 года в Филадельфии над середняком Адамом Лопесом (16-3-2, 8 КО).
Бой неожиданно начался с равной борьбы, где Хегай нарушал правила (толчки и удары локтями) за что был вначале предупрежден рефери а в 6-м раунде даже было снято очко. В последнем 8-м раунде Хегай смог потрясти Лопеса, но так же как и во втором раунде добить не смог. Судьи выставили близкий счет в пользу украинца: Судейский вердикт: 77—74 дважды и 78—73. Этой победой вошел в рейтинг IBF на 15 месте.
19 августа 2018 года в Москве победил нокаутом во 2-м раунде джорнимена из Уганды Маддлома Нтамби (23-5-1). Соперник два раа оказывался в нокдауне. После победы оказался на 13-й строчке IBF и в рейтинговой 10-ке WBO бросив вызов чемпиону Айзеку Догбо (20-0, 14 КО).

#### Бой с Хорхе Диасом
Второй раз в США выступил 16 ноября 2018 года там же где провел дебютный бой против 31-летнего американца Хорхе Диаса (19-5-1, 10 КО). Соперник начал с работы первым номером, но преимущество в ударе было за Хегаем. После 5-го раунда Арнольд усилил давление и плотность боя и полностью взял инициативу в свои руки, что привело в нокдаун в 6-м раунде. Лопес смог закончить бой на ногах проиграв решением судей: 79—72, 77—74 дважды.
30 марта 2019 года во Владимире (Россия) провел промежуточный бой с танзанийцем Хайдари Мчанио (10-5-4). Соперник отказался продолжать бой после 8-го раунда. Судейские записки на момент отказа: 72—80, 72—80, 72—80 Хегаю.

#### Бой с Владимиром Тихоновым
23 августа 2019 года в в Брокен-Эрроу (штат Оклахома, США) в рейтинговом бою встретился с россиянином Владимиром Тихоновым (17-1, 10 KO). Соперник левша старался держать дистанцию и быть подвижным, Хегай шел вперед и сокращал дистанцию работая точно по этажам. Это определило результат боя. Итог: 80—72 в пользу Хегая. Победа дала украинцу подняться на второе место рейтинга WBO и 6-е место по IBF.

#### Отборочный бой с Стивеном Фултоном
25 января 2020 года на арене Barclays Center в Бруклине (Нью-Йорк, США) в андеркарде боя Гарсия - Редкач — встретился в отборочном поединке по линии WBO с Стивеном Фултоном (17-0, 8 КО). План Фултона был прост - работа джебом, дистанция и работа ног. Хегай искал счастье на средней и ближней. В первой половине боя картина была конкурентная и равная. Хегай был заряжен на одиночное попадание, Фултон работал сериями. Вторая половина боя  осталась за Фултоном, он активизировался и работал первым номером, украинец же замедлился и ушёл взрыв. Хегай нашел в себе силы хорошо провести 9-й раунд и потрясти американца в 11-м раунде, но, но добить не сумел. Счёт на картах судей: 116—112 дважды, 117—111 в пользу фаворита. Compubox зафиксировал: 182 попадания из 535 попыток (34%) у Фултона и 123 из 649 (19%) у Хегая. После боя Хегай отметил, что у него было всего 4 недели с новым тренером Марвином Самодио. Фултон отдал должное украинцу и подтвердил готовность сразится с чемпионом Наваррете.

#### Бой с Винсентом Родригесом
Вернулся в самом конце года в Броварах (Украина) против опытного аргентинца Винсента Мартина Родригеса (39-8-1, 21 КО). Бой проходил в рамках лёгкого веса (до 61,2 кг). Хегай был лучше в каждом раунде, но тотального преимущества не было. Аргентинец закрылся за блоком изредка постреливая одиночными. У Хегая чувствовался простой и "ржавчина". Фаворит усилил давление после 6-го раунда, у аргентинца появилась сечка, но он смог достоять. Итог UD: 99—91, 100—91, 100—90.

#### Бой с Рубеном Тостадо Гарсией
7  мая 2022 года в Кёльне (Германия) в рамках полу легкого веса (до 57,2 кг) победил нокаутом мексиканского гейткипера Рубена Тостадо Гарсию (25-10, 8 КО). Мексиканец дважды побывал в нокдауне уже во 2-м раунде, но смог найти силы продолжить бой. В 3-м раунде пропустив серию и взяв колено рефери посчитал что с Гарсии достаточно. ТКО 3.

#### Бой с Эдурадо Баэсом
10 октября 2022 года в США (Омаха, Небраска) лимите полулёгкого веса (до 57,2 кг) встретился с 27-летним мексиканским экс-претендентом Эдуардо Баэсом (21-4-2, 7 КО). Хегай начал бой стараясь работать вблизи оказывая фирменное силовое давление по всем этажам: у канатов по корпусу, а боковыми в голову. На дальней дистанции более высокий (на 10 см) мексиканец владел преимуществом. В 9-м раунде с Хегая был снят бал за толчок, хотя до этого мексиканец нанес удар ниже пояса. В целом бой был грязный с большим количеством нарушений на которые рефери вначале не реагировал. Концовка прошла в обоюдной атаке. Судьи выставили раздельный счёт: 96—93, 95—94 отдав Хегаю, а 94—95 в пользу Баэса.

#### Бой с Фредди Лайнесом
22 июля 2023 года в Дубае (Объединенные Арабские Эмираты) в рейтинговом бою нокаутировал никарагуанца Фредди Лайнеса (17-4, 12 КО).
Никарагуанец работал джебом, чтобы не допустить агрессивного Хегая в среднюю и ближнюю, но украинец смог подобраться за счет работы по корпусу и в голову. В третьем раунде Хегай попадает длинным оверхендом справа через руку и посылает в нокдаун. Лайнес встал и смог продолжить, но после непродолжительного добивания Лайнес снова берет колено. После возобновления боя он попадает под град ударов и силовое давление, но всё же выживает. В начале 4-го раунда Хегай снова попадает боковым в висок. Рефери отсчитал, но продолжить не дал. ТКО 4.
27 января 2024 года провел промежуточный бой в Барселоне (Испания) с местным середняком Хоном Мартинесом (14-9-5, 2 КО). После двух нокдаунов во втором раунде испанец был нокаутирован в третьем.

#### Несостоявшийся бой с Дламини
В марте 2024 года IBF назначила претендентский поединок в полулёгком весе (до 57,2 кг) с Лерато Дламини (20-2, 11 КО) из ЮАР. В апреле 2024 Хегай (#1 WBO) подписал контракт с промоутером Бобом Арумом (Top Rank), но проиграли торги на организацию боя с Дламини сторонней промоутерской организации Premier Boxing Champions. Решено было не ехать в ЮАР из-за условий проигранных торгов.

#### Бой с Бельмаром Пресиадо
10 августа 2024 года в Альбукерке (Нью-Мексико) в лимите полулегкого веса (до 57,2 кг) побил колумбийца Бельмара Пресиадо (22-8-1, 15 КО). Это был первый бой с Top Rank Боба Арума. Хегай планомерно наращивал преимущество, средняя и ближняя дистанция были за ним. Соперник старался работать тоннажем, чтобы не пустить в инфайт, но не всегда получалось. Хегай мощно пробивал туловище оппоненту, работал по печени и апперкотами. В 5-м раунде потряс колумбийца, но не cмог добил. В 6-м раунде активизировавшись Пресиадо дал хороший бой, а в 7 и 8-м снова выживал под натиском агрессивного стиля Хегая. Как итог колумбиец не вышел на 9-й раунд. RTD9.

#### Бой сДжоэтуом Гонсалесом
8 марта 2025 года в статусе №2 рейтинга WBO возглавил вечер бокса в городе Лонг-Бич, США. Соперником стал опытнейший трехкратный претендент на мировой титулы Джоэт Гонсалес (26-4, 15 КО). Начало боя осталось за украинцем, он смог навязать сопернику неудобную дистанцию, выбрасывал меньше ударов, но был более точен. В 5-м раунде рефери снял очко с Хегая за вязание рук оппонента. Так же бойцы столкнулись головами, у Гонсалеса рассечение правой брови, у Хегая кровотечение из носа. Вторая половина боя прошла с преимуществом Гонсалеса, он перерабатывал украинца количеством. Хегай же был читаем и делал ставку на разовый удар. Концовка прошла зрелищно. Судьи выставили раздельный счёт: 96—93 Гонсалесу, 95—94 Хегаю, а третий дал спорные 97—92 Гонсалесу. Хегай потерял 2-ю строчку рейтинга WBO. 

### Таблица профессиональных поединков
В таблице перечислены результаты всех поединков боксёров.
В каждой строке указан результат поединка. Дополнительно номер поединка обозначен цветом, который обозначает итог поединка. Расшифровка обозначений и цветов представлена в нижеследующей таблице.
| Пример | Расшифровка                     |
| ------ | ------------------------------- |
|        | Победа                          |
|        | Ничья                           |
|        | Поражение                       |
|        | Планируемый поединок            |
|        | Поединок признан несостоявшимся |
| КО     | Нокаут                          |
| ТКО    | Технический нокаут              |
| PTS    | Решение судей (по очкам)        |
| UD     | Единогласное решение судей      |
| MD     | Решение большинства судей       |
| SD     | Раздельное решение судей        |
| RTD    | Отказ от продолжения боя        |
| DQ     | Дисквалификация                 |
| NC     | Поединок признан несостоявшимся |

| Бой | Рекорд     | Весовая категория | Дата             | Соперник                         | Место боя                                        | Результат        | Данные о бое                                                |
| --- | ---------- | ----------------- | ---------------- | -------------------------------- | ------------------------------------------------ | ---------------- | ----------------------------------------------------------- |
| 21  | 19(11)-1-1 | Лёгкая            | 10 декабря 2022  | Эдуардо Баес (21-3-2)            | «CHI Health Center», Омаха, Небраска, США        | SD (10)          | Счет: 114-114, 115-113 (дважды)                             |
| 20  | 18(11)-1-1 | Лёгкая            | 7 мая 2022       | Рубена Тостадо Гарсиа (25-9-0)   | Кёльн, Германия                                  | TKO 3            |                                                             |
| 19  | 17(10)-1-1 | Лёгкая            | 18 декабря 2021  | Висенте Мартин Родригес (39-8-1) | ТРЦ «Терминал», Бровары, Украина                 | UD 10 (10)       | Счет: 99-91, 100-91, 100-90. Рефери — Константин Ровенский. |
| 18  | 16(10)-1-1 | Вторая легчайшая  | 25 января 2020   | Стивен Фултон (17-0)             | Барклайс-центр, Бруклин, США                     | UD 12 (12)       | Счет: 111-117, 112-116, 111-117. Рефери — Стив Уиллис       |
| 17  | 16(10)-0-1 | Вторая легчайшая  | 23 августа 2019  | Владимир Тихонов (17-1)          | Central Park Community Center, Брокен-Арроу, США | UD 8 (8),        | Счет: 80-72, 80-72, 80-72. Рефери — Гари Риттер             |
| 16  | 15(10)-0-1 | Вторая легчайшая  | 30 марта 2019    | Хайдари Мчанджо (10-5-4)         | Ледовый Дворец, Владимир, Россия                 | RTD 8 (10), 3:00 | Рефери — Сергей Литунов                                     |
| 15  | 14(9)-0-1  | Вторая легчайшая  | 16 ноября 2018   | Хорхе Диас (19-5-1)              | 2300 Arena, Филадельфия, США                     | UD 8 (8)         | Счет: 79-72, 77-74, 77-74. Рефери — Гари Розато             |
| 14  | 13(9)-0-1  | Вторая легчайшая  | 19 августа 2018  | Мадде Робинсон Нтамби (23-5-1)   | Korston Club, Москва, Россия                     | TKO 2 (10), 1:42 | Рефери — Юрий Копцев                                        |
| 13  | 12(8)-0-1  | Вторая легчайшая  | 11 мая 2018      | Адам Лопез (16-2-2)              | 2300 Arena, Филадельфия, США                     | UD 8 (8)         | Счет: 77-74, 78-73, 77-74. Рефери — Бенджи Эстевес Мл.      |
| 12  | 11(8)-0-1  | Полулёгкая        | 27 ноября 2017   | Валерий Третьяков (11-0-0)       | Korston Club, Москва, Россия                     | KO 10 (10), 2:58 | Рефери — Иракли Малазония                                   |
| 11  | 10(7)-0-1  | Вторая легчайшая  | 5 апреля 2017    | Джулиас Кисараве (24-3-1)        | Korston Club, Москва, Россия                     | UD 8 (8)         | Счет: 80-71, 80-71, 80-71. Рефери — Александр Калинкин      |
| 10  | 9(7)-0-1   | Вторая легчайшая  | 15 февраля 2017  | Мишико Шубитидзе (16-3-3)        | Korston Club, Москва, Россия                     | KO 2 (8), 1:44   | Рефери — Александр Калинкин                                 |
| 9   | 8(6)-0-1   | Вторая полулёгкая | 25 ноября 2016   | Лазизбек Узоков (4-11-2)         | Korston Club, Москва, Россия                     | UD 8 (8)         | Счет: 79-72, 80-72, 79-72. Рефери — Сергей Летунов          |
| 8   | 7(6)-0-1   | Легчайшая         | 30 сентября 2016 | Нугзар Чавчавадзе (15-7-0)       | Korston Club, Москва, Россия                     | TKO 7 (8), 2:24  | Рефери — Михаил Куликов                                     |
| 7   | 6(5)-0-1   | Легчайшая         | 2 июня 2016      | Фрэнсис Кимани (7-2-2)           | Korston Club, Москва, Россия                     | RTD 1 (8), 3:00  | Рефери — Сергей Летунов                                     |
| 6   | 5(4)-0-1   | Легчайшая         | 29 апреля 2016   | Ержан Залилов (4-0-0)            | Korston Club, Москва, Россия                     | SD 8 (8)         | Счет: 76-76, 76-77, 77-76. Рефери — Андрей Курнявка         |
| 5   | 5(4)-0     | Легчайшая         | 28 марта 2016    | Суйунбек Киргизбаев (0-3-0)      | Korston Club, Москва, Россия                     | TKO 2 (8), 1:30  | Рефери — Александр Калинкин                                 |
| 4   | 4(3)-0     | Легчайшая         | 21 февраля 2016  | Рауф Агаев (17-2)                | Космос Холл, Москва, Россия                      | RTD 2 (6), 3:00  | Рефери — Александр Калинкин                                 |
| 3   | 3(2)-0     | Легчайшая         | 10 февраля 2016  | Давид Оганнисян (1-3-0)          | Первомайское, Россия                             | UD 6 (6)         | Счет: 59-55, 60-55, 60-54. Рефери — Александр Калинкин      |
| 2   | 2(2)-0     | Легчайшая         | 21 ноября 2015   | Мухаммадюсуф Хафизов (0-3-0)     | KRC Arbat, Москва, Россия                        | KO 1 (6), 1:56   | Рефери — Андрей Курнявка                                    |
| 1   | 1(1)-0     | Вторая легчайшая  | 28 октября 2015  | Чынгыз Ахмат уулу (1-3-0)        | Volta Club, Москва, Россия                       | TKO 1 (4), 2:51  | Рефери — Бабан Надыров                                      |
| Бой | Рекорд     | Весовая категория | Дата             | Соперник                         | Место боя                                        | Результат        | Данные о бое                                                |